# Kopiosto

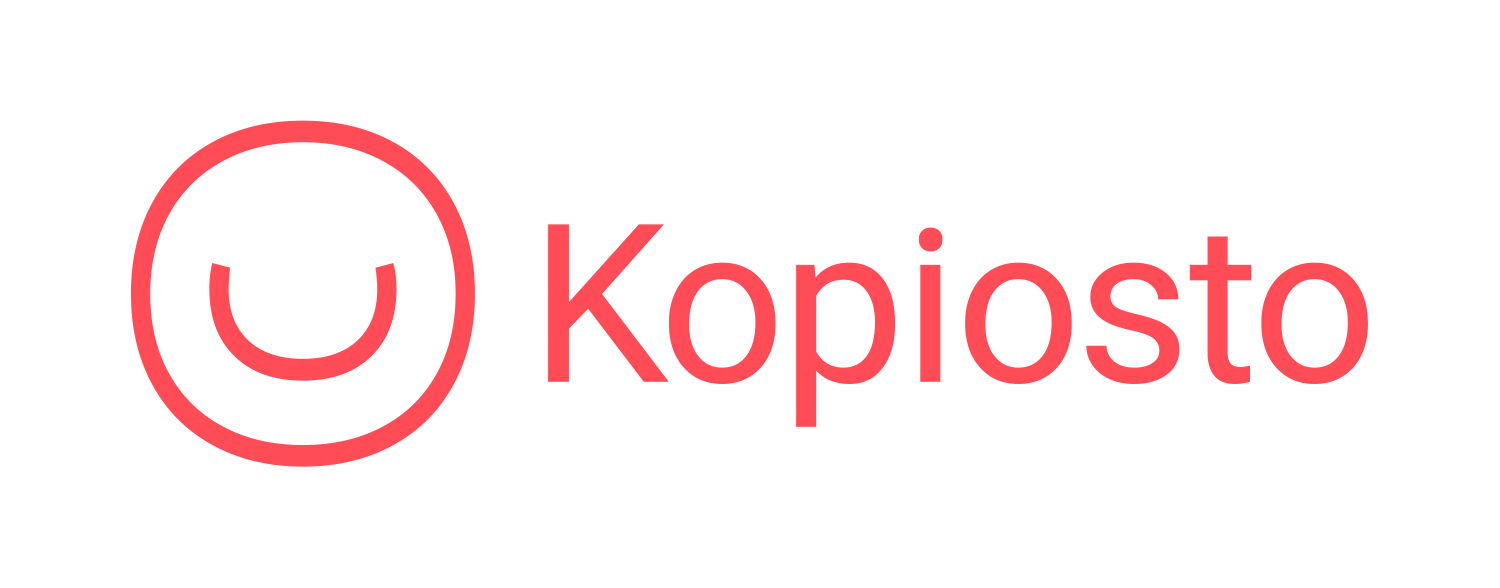
Kopiostos logotyp.

Kopiosto är en finländsk upphovsrättsorganisation som grundades 1978. 
Kopiosto är en gemensam organisation för upphovsmän, förläggare och utövande konstnärer. Kopiosto har 44 medlemsorganisationer vars medlemmar bedriver en omfattande verksamhet inom olika områden av information och kultur. Organisationen beviljar upphovsrättslicenser för användning av verk, till exempel för fotokopiering av trycksaker (till exempel på företag, i läroanstalter och inom den offentliga förvaltningen), för inspelning av radio- och tv-program (till exempel i skolor) samt för distribution av tv-kanaler i kabel- och centralantennät. 
Kopiosto delar ut de inkasserade ersättningarna till upphovsmän, utövande konstnärer och förläggare, och främjar därmed skapande verksamhet; vidareutdelning av pengar sker också i form av olika stipendier och priser eller direkta ersättningar till förläggare, Finlandia-, Mikael Agricola- och Warelius-priserna är till exempel helt eller delvis finansierade med fotokopieringsavgifter från Kopiosto. Ersättningar som härstammar från tv-program avräknas individuellt till programmakare och artister. Organisationen ser till att upphovsrätten förverkligas i praktiken genom att göra vidareanvändning av verk lätt och enkel samt genom att i samarbete med medlemsorganisationer utveckla nya tjänster i synnerhet i nätmiljön. Dessutom informerar Kopiosto om upphovsrätt och ger råd åt användarna.